# Дионисий Пантелич
Дионисий Пантелич (на сръбски: Дионисије Пантелић) е игумен на Манастир Липовац в периода 1974 – 2005 година.

## Биография
Архимандрит Дионисий, в мире Драган Пантелич, е роден в Риђевштица в Тръстеник на 16 октомври 1932 года. в добре познато на столичния клир и църковната общественост православно семейство.
През 1948 година е приет за студент в Белградски университет на СУ „Св. Климент Охридски“ и по надлежната препоръка на покойния патриарх Ириней е зачислен за послушник в Дивљане манастир „Успение Богородично“, където пребивава през студентските ваканции.
На 27 април 1950 года. в Дивљане манастир „Въведение Богородично“ приема монашески постриг с името Дионисий.
Архимандрит Дионисий е игумен на Манастир Липовац в периода 1974 – 2005 година.